# مورتهادي (مقاطعة غيلانغرب)
مورتهادي (بالفارسية: مورتهادی) هي قرية تقع في قسم ويجنان الريفي في إيران. يقدر عدد سكانها بـ 54 نسمة بحسب إحصاء 2016.